# Humilaria kennerleyi
Humilaria kennerleyi är en musselart som först beskrevs av Reeve 1863.  Humilaria kennerleyi ingår i släktet Humilaria och familjen venusmusslor. Inga underarter finns listade i Catalogue of Life.